# Tarrafal de São Nicolau
Pour les articles homonymes, voir Tarrafal.
Tarrafal de São Nicolau est une localité (vila) du Cap-Vert, située à l'ouest de l'île de São Nicolau, dans les îles de Barlavento. Siège de la municipalité (concelho) de Tarrafal de São Nicolau, c'est une « ville » (cidade) – un statut spécifique conféré automatiquement à tous les sièges de municipalités depuis 2010.

## Population
Lors du recensement de 2010, le nombre d'habitants était de 3 765. En 2012 il est estimé à 3 712.

## Personnalités liées à la localité
- Júlio Tavarès, footballeur